# 운성부원군 묘
운성부원군 묘(雲城府院君 墓)는 대한민국 경기도 연천군 장남면 반정리의 민통선 내 주한미군 사격장에 위치하고 있으며, 정혜옹주와의 합장묘이다. 북동향한 나지막한 구릉에 2기의 묘가 위아래로 나란히 있는데, 아래의 묘는 결성장씨(結城張氏)의 묘이다. 1986년 4월 10일 연천군의 향토문화재 제4호로 지정되었다.

## 개요
봉분은 원형으로 규모는 직경 780㎝·높이 200㎝이다. 묘 앞에는 660cm의 간격을 두고 2단의 계체석을 갖추고 있다. 석물은 봉분 전면에 상석 2기, 장명등, 묘표가 있고 좌·우측에 문인석이 2기씩 총 4기가 있다. 상석은 너비 157㎝·폭 113㎝·두께 22cm이다. 상석전면에는 앞뒤로 사각화창을 둔 화사석과 사모지붕의 옥개석 위에 보주를 조각한 장명등이 있는데 높이는 168㎝이다. 그 앞에는 4각 복련대좌를 한 간략한 형태의 묘표와 좌우로 대칭을 이루며 묘역을 수호하고 있는 문․무인석 4기가 있다. 높이는 좌측 앞편 187㎝·뒷편 176㎝, 우측 앞편 170㎝·뒷편 174㎝이다. 묘표는 1466년(세조 12) 3월에 건립된 것으로 비좌와 비신을 갖추고 있는데 비좌는 전면이 일부 파손되었다. 비신은 상부의 양 귀를 말각하였으며 전·후 양면에 비문 및 수직의 결이 있고 검게 산화되어 있다. 전면에는 종2열로 「輸忠衛社協贊靖難功臣綏祿大夫雲城府院君 貞惠翁主合墓」, 후면(後面)에는 「成化四年三月 立于御侮將軍繼孫立石」의 비문이 있다. 규모는 비좌 높이 12cm·너비 81cm·두께 50cm, 비신 높이 144cm·너비 48cm·두께 15cm이다.
운성부원군 박종우(?~1464)는 조선초의 문신으로, 본관은 운봉(雲峰)이고 찬성 신(信)의 아들로 태종의 사위이다. 1419년(세종 1) 태종의 서녀 정혜옹주(庶女 貞惠翁主)와 결혼하여 운성군(雲城君)에 봉해지고, 이듬해 자헌대부에 승품했다. 1423년(세종 5) 사은사(謝恩使)로 명에 다녀온 뒤 정2품인 정헌대부 삼군장수, 호조판서, 지중추원사 등을 역임했다. 그는 1447년(세종 29)에 이조판서 좌찬성을 거쳐 1453년(단종 원년) 계유정난 때 수양대군을 도와 정난공신(靖難功臣) 1등이 되고 운성부원군(雲城府院君)에 봉해졌다. 집이 대대로 부유하여 윤사로(尹師路)·윤사균(尹士畇)·정인지(鄭麟趾)와 더불어 재물을 저축한 것이 서로 동등하였으므로 사부(四富)라 일컬었다. 1455년(세조 원년)에 평안도 도체찰사가 되어 정1품인 유록대부에 올랐으며 시호는 성열(成烈)이다.

## 같이 보기
- 박종우
- 정혜옹주

## 참고 문헌
- 운성부원군 묘 보관됨 2019-07-12 - 웨이백 머신 - 연천군 홈페이지